# Sticks and Stones
Sticks and Stones — третій студійний альбом американського поп-панк гурту New Found Glory. Виданий 11 червня 2002 року на лейблі MCA Records . Продюсером, як і попередньої платівки, виступив Ніл Аврон. До альбому увійшли такі відомі сингли, як «My Friends over You» та «Head on Collision», які посіли відповідно 5 та 28 місця у US Modern Rock Chart . За версією RIAA альбом отримав «золотий» статус 10 вересня 2002 року  . Всі тексти до альбому написав Стів Кляйн.

## Список пісень
Автор музики і слів New Found Glory. 
| Sticks and Stones | Sticks and Stones                                                                                    | Sticks and Stones |
| #                 | Назва                                                                                                | Тривалість        |
| ----------------- | --- | ----------------- |
| 1.                | «Understatement»                                                                                     | 3:11              |
| 2.                | «My Friends Over You»                                                                                | 3:40              |
| 3.                | «Sonny»                                                                                              | 3:27              |
| 4.                | «Something I Call Personality»                                                                       | 2:40              |
| 5.                | «Head on Collision»                                                                                  | 3:46              |
| 6.                | «It's Been a Summer»                                                                                 | 3:32              |
| 7.                | «Forget My Name»                                                                                     | 3:09              |
| 8.                | «Never Give Up»                                                                                      | 3:12              |
| 9.                | «The Great Houdini»                                                                                  | 2:46              |
| 10.               | «Singled Out»                                                                                        | 3:19              |
| 11.               | «Belated»                                                                                            | 3:05              |
| 12.               | «The Story So Far» (Тривалість пісні — 4:07, проте після декількох хвилин тиші звучить скритий трек) | 26:36             |
| 62:33             | |                   |

| Бонус треки у японському виданні | Бонус треки у японському виданні | Бонус треки у японському виданні |
| #                                | Назва                            | Тривалість                       |
| -------------------------------- | -------------------------------- | -------------------------------- |
| 14.                              | «Anniversary»                    | 2:51                             |
| 15.                              | «Forget Everything»              | 2:36                             |
| 16.                              | «Ex-Miss»                        | 3:35                             |

| Бонус треки у британському виданні | Бонус треки у британському виданні    | Бонус треки у британському виданні |
| #                                  | Назва                                 | Тривалість                         |
| ---------------------------------- | ------------------------------------- | ---------------------------------- |
| 14.                                | «Anniversary»                         | 2:51                               |
| 15.                                | «Forget Everything»                   | 2:36                               |
| 16.                                | «The Story So Far» (Акустична версія) | 4:35                               |

## Додатковий CD
Спеціальна версія альбому була видана з додатковим диском де окрім двох пісень від New Found Glory увійшли ще сім композицій від інших гуртів.
1. New Found Glory — «Head on Collision» (Акустична версія)
2. New Found Glory — «Forget Everything»
3. Further Seems Forever — «Pride War»
4. Finch — «What It Is to Burn»
5. Tsunami Bomb — «Roundabout»
6. H2O — «Static»
7. The Exit — «Lonely Man's Wallet»
8. The Starting Line — «The Best of Me»
9. Don't Look Down — «On My Own»

## Реліз на вінілових платівках
| Лейбл              | Колір                                            | Кількість | Примітки      |
| ------------------ | ------------------------------------------------ | --------- | ------------- |
| Drive-Thru Records | білий                                            | 1700      | Перший випуск |
| Drive-Thru Records | Блакитни                                         | 200       | Перший випуск |
| Drive-Thru Records | Червоний                                         | 100       | Перший випуск |
| Epitaph Records    | Червоний                                         | 1500      | Другий випуск |
| Epitaph Records    | Прозорий голубий                                 | 600       | Другий випуск |
| Epitaph Records    | Чорний                                           |           | Другий випуск |
| Epitaph Records    | Зелений (спеціальна версія для концертного туру) |           | Другий випуск |

- Перший випуск представлений у 2002 році
- Другий випуск представлений 20 листопада 2012

## Учасники

### New Found Glory
- Джордан Пандік — вокал
- Чед Гілберт — гітара
- Стів Кляйн — гітара
- Іан Грашка — бас-гітара
- Кір Болукі — ударні

### Запрошені музиканти
- Марк Гоппус — грає на бас гітарі у пісні «Something I Call Personality»
- Ден Адріано — бек вокал у пісні «Forget My Name»
- Метт Скиба — бек вокал у пісні «Forget My Name»
- Bane — бек вокали у піснях «Something I Call Personality», «Belated»
- Тобі Морс — бек вокал у пісні «Understatement»
- Кріс Георгін — бек вокал у пісні «Something I Call Personality»
- Расти Пистачіо — бек вокал у пісні «Understatement»
- What Feeds the Fire — бек вокали у піснях «Something I Call Personality», «Belated»

## Досягнення у хіт-парадах
| Хіт-парад      | Найвища позиція |
| -------------- | --------------- |
| Billboard 200  | 4               |
| UK Album Chart | 10              |